# Soga no Umako
Soga no Umako (蘇我馬子; 551-626) was een van de machtigste figuren in de geschiedenis van de Soga-clan. Hij voerde politieke hervorming uit om Shōtoku Taishi aan de macht te krijgen, bracht het boeddhisme naar Japan en zorgde ervoor dat de Soga-clan uitgroeide tot de sterkste clan van Japan in zijn tijd, die bekend is als de Asuka-periode.

## Biografie

### Naam
Uit de naam 'Soga no Umako' (蘇我馬子) kunnen enkele dingen afgeleid worden, zoals zijn geboortejaar. Umako「馬子」wijst erop dat hij geboren is in het jaar van het paard. Daarnaast is het opmerkelijk dat de kanji「子」in zijn naam voorkomt. Tegenwoordig wijst dit op een vrouwennaam, maar in de tijd van Umako werd deze aanduiding nog gebruikt voor zowel mannen als vrouwen.

### Familie
De Soga-clan was erin geslaagd om veel van hun dochters te laten inhuwen in de keizerlijke familie. Zo hadden veel keizers een Soga-vrouw en nog belangrijker, een Soga-schoonvader. De clan kreeg hierdoor veel invloed aan het hof.
Umako's vader, Soga no Iname (蘇我稲目) was de uitvinder van het "politieke huwelijk", dat effectiever bleek dan het bezitten van militaire macht. Dankzij zijn vader, kon Umako veel invloed uitoefenen op de Keizers. Zo waren zijn zusters getrouwd met Keizer Kinmei (欽明). Zijn oudere zus, Kitashi Hime (堅塩媛) was de moeder van de latere keizer Yomei (用明) en keizerin Suiko (推古天皇) die op haar beurt getrouwd was met keizer Bidatsu (敏達). Zijn jongere zus O Ame Gimi (小姉君) was de moeder van keizer Sushun (崇峻). Een ander belangrijk persoon in Umako's familie was Shotoku Taishi (聖徳太子), de zoon van keizer Yomei.
Umako zelf had zes kinderen. Drie dochters, Tojiko no Iratsume (刀自古郎女), Kawagamijo (河上娘) en Hotei no Iratsume (法提郎女). Drie zonen, Yoshinori (善徳), Kuramaru (倉麻呂) en Emishi (蝦夷). Umoko's kleinzoon, Iruka (入鹿) was een gewelddadige man, die in 643 de populaire troonopvolger prins Yamashiro Oe dwong zelfmoord te plegen en beschouwde zichzelf als keizerlijke opvolger. Hij zette kwaad bloed bij belangrijke clans en zelfs in zijn eigen clan. Hij en zijn vader Emishi werden vermoord door leden van de Nakatomi-clan (中臣氏) en daarmee kwam er een einde aan de heerschappij van de Soga.

### Persoonlijk leven
Over de persoonlijkheid van Soga no Umako is weinig bekend. Hij had de ambitie om zijn clan tot de machtigste clan van Japan te maken, maar heeft zelf nooit het streven gehad om de troon te bestijgen; hij bleef slechts minister. Achter de schermen bleef zijn invloed wel ontzettend groot. Soga no Umako bevorderde de boeddhistische leer in Japan en liet mensen vermoorden. Dit was tegenstrijdig en hij kreeg hierdoor veel kritiek te verduren. Toch was hij minder gewelddadig dan zijn kleinzoon Iruka. Verder is er over zijn geboorte en dood weinig bekend. Met enige zekerheid kan worden aangenomen dat hij begraven ligt in de Ishibutai Kofun (石舞台古墳).

## Mononobe-clan (物部氏)
Het conflict dat al jaren broeide tussen de Mononobe-clan en de Soga-clan, kwam tot een uitbarsting onder de leiding van de respectievelijke clanleiders, Mononobe no Moriya en Soga no Umako. De spanningen tussen de twee leiders kwamen tot een hoogtepunt na de dood van keizer Bidatsu. In de Nihonshoki (日本書紀) staat een ontmoeting tussen de twee beschreven, die een politiek debat van een laag kaliber weergeeft. Toen de twee clanleiders hun lofrede moesten voorlezen over de overleden keizer, begonnen ze elkaar uit te lachen. Deze uitwisseling zou de oorzaak kunnen zijn van de openlijke vijandigheden tussen Moriya en Umako.
De Mononobe-clan en de Soga-clan werden de twee machtigste en invloedrijkste clans van Japan. Theoretisch gezien waren ze nog altijd ondergeschikt aan de keizerlijke clan, maar ze hadden veel invloed vergaard. De clans konden mee beslissen over zaken zoals het beleid in Korea, de campagnes tegen de Aino en zelfs de troonsopvolging. Door hun strijd om de macht was de positie van de keizerlijke familie sterk verzwakt en was ze slechts een werktuig in de strijd. De leden van Mononobe-clan waren de vertrouwelingen van de keizer. Echter de Soga-clan gedijden wanneer de keizers zwak waren en gedomineerd konden worden door buitenstaande clans. Hun systeem van het inhuwen van dochters in de keizerlijke familie werd later door de Fujiwara (藤原) en andere clans gebruikt. Daarnaast was de Mononobe-clan aanhanger van het shintoïsme. De leden van de Soga-clan waren aanhangers van het boeddhisme. Dit werd gebruikt om de macht van de zittende clan te ondermijnen.
Een conflict over keizerlijke opvolging zorgde altijd voor enorme spanningen tussen de keizerlijke clan en de clans aan het hof. De regels voor de opvolging waren niet duidelijk en vaak resulteerde de dood van een keizer in een conflict tussen groepen die verschillende kandidaten steunden. Deze conflicten draaiden soms uit tot burgeroorlogen. Dit gebeurde na de dood van keizer Bidatsu in 585, die al snel werd opgevolgd na de dood van keizer Yomei in 587 en de moord op prins Anahobe.De Soga-clan blonk uit in sluwheid en uiteindelijk bleef Mononobe no Moriya als enige vijand over. De Monobo-clan werd verrast door de aanval van de Soga-clan, zij konden enkel beroep doen op oude verspreide provinciale clans. Terwijl de Soga-clan allianties had gevormd met de belangrijke Yamato-clans, dankzij hun politiek van het uithuwen. Moriya werd gedood door een pijl en zijn volgelingen sloegen op de vlucht. De Soga-clan heeft de slag gewonnen en Umako's neef Sushun besteeg de troon. Het boeddhisme werd staatsgodsdienst.

## Boeddhisme
De Soga-clan steunde het boeddhisme. Ze propageerden via het hof dat het boeddhisme zou moeten worden aangenomen als staatsgodsdienst. Daarentegen hadden de Mononobe-clan en andere traditiegetrouwe clans juist een bijzondere verwantschap met het traditionele shintoïsme. Sinds de vijfde eeuw sijpelde de kennis over het boeddhisme binnen via het schiereiland Korea. Dankzij de bijzondere contacten met Korea hadden leden van de Soga-clan een langere geschiedenis met het boeddhisme. Een decennialange strijd barstte los tussen de twee partijen. Een voorbeeld was het incident in 585 waar de Mononobe-clan en de Nakatomi-clan keizer Bidatsu ervan hadden overtuigd om het boeddhisme te verbieden. Een boeddhistische standbeeld van Umako werd in het water gegooid, de tempel verwoest en de zusters van de tempel werden in het openbaar vernederd. Na deze wraakactie kwam er een epidemie, die door de Soga-clan werd toegewezen aan de wraak van Boeddha. Zodoende werden Umako en de zusters in ere hersteld.
Toen keizer Yomei op sterven lag werd hij nog in extremis bekeerd tot het boeddhisme. Volgens de annalen werd hij de eerste boeddhistische keizer van Japan. Waarschijnlijk was er meer verzet tegen boeddhisme dan wordt beschreven in de Nihonshoki. Uiteindelijk verloren de traditionele clans en de overwinning van Soga no Umako zorgde ervoor dat het boeddhisme ruimte kreeg. 
Er werd begonnen met de bouw van de eerste boeddhistische tempel, de Asukadera tempel. Onder de leiding van keizer Sushun werd de positie van Japan in Korea versterkt, kwamen er betere contacten met China en werd het land cultureel vooruit geholpen met het boeddhisme. Samen met regent Shōtoku Taishi slaagde Umako er volledig in om het boeddhisme als staatsgodsdienst te realiseren. In 594, op verzoek van Shōtoku Taishi, beval keizerin Suiko de aristocratie om zich tolerant op te stellen ten opzichte van het boeddhisme. Vanaf dat moment was de Keizer niet alleen de hogepriester van het shintoïsme, maar ook een personificatie van het boeddhisme in Japan.

## Shōtoku Taishi
Bij het aan de macht brengen van Shōtoku Taishi speelde Soga no Umako een noemenswaardige rol. Dit kwam doordat Umako een omvangrijk aantal familieleden aan het hof had. Na de dood van keizer Yōmei en de overwinning op de Mononobe-clan, werd Sushun de keizer van Japan. Na enige tijd bedacht Umako zich. Soga no Umako stond voor een keuze; de keizer vermoorden of zelf vermoord worden. In alle geheim werd besloten om keizer Sushun te vermoorden. In 593 stelde hij zijn nicht Suiko voor als kandidaat voor de troonopvolging. Suiko was aanvaardbaar voor de andere clans, omdat ze de weduwe was van de recent overleden keizer Bidatsu. Om er zeker van te zijn dat ze slechts een boegbeeld zou zijn zonder werkelijke macht, stelde hij zijn neef prins Umayado aan als regent. Toen hij die positie aannam, veranderde hij zijn naam in Shōtoku Taishi.